# Gogol (Auerbach)
Pour les articles homonymes, voir Gogol.
Gogol est un opéra en trois actes, un prologue et un épilogue de la compositrice Lera Auerbach, écrit en 2010.

## Contexte et création
Le livret est écrit par la compositrice elle-même et s'inspire de la vie de l'écrivain Nicolas Gogol.
L'œuvre est créée à Vienne le 15 novembre 2011.

## Rôles
| Rôles            | Voix | Interprète de la création Direction : Vladimir Fedosseïev |
| ---------------- | ---- | --------------------------------------------------------- |
| Nicolas Gogol    |      | Martin Winkler (artiste lyrique) (de)                     |
| Bes              |      | Ladislav Elgr (de)                                        |
| Le Poshlost      |      | Natalia Ushakova (de)                                     |
| La Mort          |      | Stella Grigorian (en)                                     |
| Maria            |      | Tatiana Plotnikova                                        |
| Nikolka          |      | Sebastian Schaffer                                        |
| Un prêtre        |      | Deyan Vatchkov                                            |
| Deuxième épouse  |      | Anna Gorbachyova                                          |
| Une nymphe       |      | Maria Peniaz                                              |
| Un procureur     |      | Falko Hönisch                                             |
| Un juge          |      | Tim Severloh                                              |
| Troisième épouse |      | Iwona Sakowicz                                            |